# ما این را برنمی‌تابیم (ترانه تویستد سیستر)
«ما این را برنمی‌تابیم» (به انگلیسی: We're Not Gonna Take It) ترانه‌ای از گروه گلم متال آمریکایی تویستد سیستر و یکی از قطعات آلبوم سال ۱۹۸۴ آن‌ها با نام گرسنه بمان است. این قطعه در آوریل ۱۹۸۴ و دو هفته پیش از انتشار آلبوم گرسنه بمان در قالب تک‌آهنگ آن آلبوم منتشر شد. تک‌آهنگ در زمان انتشارش تا رتبه ۲۱ جدول ۱۰۰ آهنگ داغ بیلبورد صعود کرد و تنها تک‌آهنگ گروه است که جایی میان ۴۰ تک‌آهنگ پرفروش روز آمریکا داشته‌است. «ما این را برنمی‌تابیم» در ایالات متحده فروشی بیش از ۵۰۰/۰۰۰ نسخه داشته و از انجمن صنعت ضبط موسیقی ایالات متحده آمریکا گواهینامهٔ طلا دریافت کرده‌است.

## محتوا
ترانهٔ «ما این را برنمی‌تابیم» یک اعتراض صریح به سیستم تربیتی/آموزشی است. در سال ۱۹۸۵ تعدادی از والدین دلواپس آمریکایی، درخواست بازنگری در درجه‌بندی آثار موسیقایی را با اشاره به ۱۵ ترانه که به‌نظرشان محتوای نامناسب داشتند، تحت عنوان «Filthy Fifteen» در سنای آمریکا مطرح کردند. «ما این را برنمی‌تابیم» یکی از آن ترانه‌ها بود و بابت آن دادخواست دی اسنایدر برای ارائهٔ توضیح در سنای آمریکا حاضر شد. در نهایت آن شکایت به جایی نرسید اما «ما این را برنمی‌تابیم» به «سرود مبارزه با سانسور» تبدیل شد.

## ویدئو
این ترانه به‌خاطر ویدئویش که مارتی کالنر آن را کارگردانی کرده به‌یاد آورده می‌شود. ویدئو با نافرمانی پسر یک خانواده شروع می‌شود: در حالی‌که بقیهٔ اعضای خانواده مشغول صرف شام هستند، او در اتاق خوابش مشغول گیتار زدن همراه آهنگی از تویستد سیستر است. پدر (با بازی مارک مِتکَلف) به اتاق خواب پسر می‌رود و او را بخاطر این کار و هواداری تویستد سیستر سرزنش می‌کند. او در آخرین جمله با فریاد از پسر می‌پرسد: «با زندگیت می‌خوای چکار کنی؟» و پسر در جواب می‌گوید: «می‌خوام راک بزنم!» و در همان حال با گیتارش یک آکورد می‌نوازد که موج آن باعث می‌شود پدرش از پنجرهٔ اتاق به بیرون پرتاب شود. پس از آن پسر چرخی می‌زند و به دی اسنایدر تبدیل می‌شود و موسیقی آغاز می‌شود. اسنایدر برای فرزندان دیگر که در آشپزخانه نشسته‌اند آواز می‌خواند و آن‌ها هم به بقیهٔ اعضای گروه تبدیل می‌شوند. در ادامهٔ ویدئو تلاش چندبارهٔ پدر، برای وارد شدن به خانه نشان داده می‌شود که اعضای تویستد سیستر او را بیرون می‌اندازند و ناکام می‌ماند.